# Vicente Guaita
Vicente Guaita Panadero (* 10. ledna 1987 Torrent) je španělský profesionální fotbalový brankář, který chytá za španělský klub Celta de Vigo.

## Klubová kariéra
Svou kariéru započal ve Valencii, kde prošel mládežnické kategorie a dopracoval se do A-týmu, za který poprvé nastoupil 2. 10. 2008 v Poháru UEFA 2008/09 pod trenérem Unai Emerym proti klubu CS Marítimo (výhra 2:1). Tehdy mu bylo 21 let, 8 měsíců a 23 dní. Ve Valencii dohrál sezonu, kde si připsal zápasy v Primera División a poté odešel hostovat do týmu Recreativo de Huelva.
V červenci 2014 přestoupil do Getafe CF.

### Crystal Palace
Dne 2. února 2018 manažer Crystal Palace Roy Hodgson oznámil, že Guaita souhlasil s přestupem do klubu, který měl proběhnout 1. července téhož roku, kdy Guaitovi vyprší smlouva s Getafe. Guaita podepsal tříletý kontrakt. Na začátku sezóny byl brankářskou dvojkou za Velšanem Waynem Hennesseym, který v klubu působil od roku 2014. Debut v Premier League si Guaita odbyl 15. prosince téhož roku, poté, co do utkání nemohl zasáhnout Hennessey kvůli potížím se zády. Španělský gólman udržel čisté konto při domácím vítězství 1:0 nad Leicesterem City. Po tomto zápase převzal Guaita pozici brankářské jedničky a do konce sezóny odehrál dalších 19 ligových utkání.
Dne 1. února 2021 prodloužil svou smlouvu s klubem do léta 2023, a v červnu byl zvolen nejlepším hráčem Crystal Palace sezóny 2020/21.

## Statistiky
K 3. říjnu 2021
| Klub               | Sezóna  | Liga             | Liga   | Liga | Národní pohár | Národní pohár | Ligový pohár | Ligový pohár | Evropské poháry | Evropské poháry | Celkem | Celkem |
| Klub               | Sezóna  | Liga             | Zápasy | Góly | Zápasy        | Góly          | Zápasy       | Góly         | Zápasy          | Góly            | Zápasy | Góly   |
| ------------------ | ------- | ---------------- | ------ | ---- | ------------- | ------------- | ------------ | ------------ | --------------- | --------------- | ------ | ------ |
| Valencia           | 2007/08 | La Liga          | 0      | 0    | 0             | 0             | —            | —            | 0               | 0               | 0      | 0      |
| Valencia           | 2008/09 | La Liga          | 2      | 0    | 3             | 0             | —            | —            | 3               | 0               | 8      | 0      |
| Valencia           | 2010/11 | La Liga          | 21     | 0    | 3             | 0             | —            | —            | 4               | 0               | 28     | 0      |
| Valencia           | 2011/12 | La Liga          | 26     | 0    | 2             | 0             | —            | —            | 2               | 0               | 30     | 0      |
| Valencia           | 2012/13 | La Liga          | 14     | 0    | 5             | 0             | —            | —            | 6               | 0               | 25     | 0      |
| Valencia           | 2013/14 | La Liga          | 13     | 0    | 3             | 0             | —            | —            | 7               | 0               | 23     | 0      |
| Valencia           | Celkem  | Celkem           | 76     | 0    | 16            | 0             | —            | —            | 22              | 0               | 114    | 0      |
| Recreativo (host.) | 2009/10 | Segunda División | 30     | 0    | 1             | 0             | —            | —            | —               | —               | 31     | 0      |
| Getafe             | 2014/15 | La Liga          | 29     | 0    | 0             | 0             | —            | —            | —               | —               | 29     | 0      |
| Getafe             | 2015/16 | La Liga          | 38     | 0    | 0             | 0             | —            | —            | —               | —               | 38     | 0      |
| Getafe             | 2016/17 | Segunda División | 12     | 0    | 0             | 0             | —            | —            | —               | —               | 12     | 0      |
| Getafe             | 2017/18 | La Liga          | 33     | 0    | 0             | 0             | —            | —            | —               | —               | 33     | 0      |
| Getafe             | Celkem  | Celkem           | 112    | 0    | 0             | 0             | —            | —            | —               | —               | 112    | 0      |
| Crystal Palace     | 2018/19 | Premier League   | 20     | 0    | 1             | 0             | 3            | 0            | —               | —               | 24     | 0      |
| Crystal Palace     | 2019/20 | Premier League   | 35     | 0    | 0             | 0             | 0            | 0            | —               | —               | 35     | 0      |
| Crystal Palace     | 2020/21 | Premier League   | 37     | 0    | 0             | 0             | 0            | 0            | —               | —               | 37     | 0      |
| Crystal Palace     | 2021/22 | Premier League   | 7      | 0    | 0             | 0             | 0            | 0            | —               | —               | 7      | 0      |
| Crystal Palace     | Celkem  | Celkem           | 99     | 0    | 1             | 0             | 3            | 0            | —               | —               | 103    | 0      |
| Celkem             | Celkem  | Celkem           | 317    | 0    | 18            | 0             | 3            | 0            | 22              | 0               | 360    | 0      |